# Coma (romanzo)
Coma è un romanzo di genere thriller medico scritto nel 1977 dallo scrittore statunitense Robin Cook.

## Trama
Dopo operazioni di routine, numerosi uomini e donne non si sono più risvegliati, precipitando in un irreversibile coma profondo. Si tratta solo di un caso, o esiste un diabolico piano per tenere in un atroce stato di semi-vita una legione di ignare vittime? È quello che si chiede la giovane e brillante Susan Wheeler, studente di medicina al Memorial Hospital di Boston. L'ambiente medico è dominato da primari in lotta sotterranea tra di loro e, per principio, contrari alle donne che affrontano la carriera di medico. In questo scenario già pieno di ostilità, Susan si farà molti nemici potenti per arrivare a far luce sui casi di pazienti in coma.

## Personaggi principali
- Susan Wheeler, studentessa di medicina
- Mark Bellows, chirurgo dell'ospedale di Boston
- George A. Harris, direttore del reparto chirurgia dell'ospedale.
- Nelson, direttore del reparto Medicina dell'ospedale.
- Walters, economo dell'ospedale.
- Stark, responsabile medico generale dell'ospedale.

## Opere derivate
Dal libro è stato tratto nel 1978 il film Coma profondo: regia di Michael Crichton, con Geneviève Bujold, Michael Douglas, Elizabeth Ashley; musiche di Jerry Goldsmith.
Nel 2012 è stata inoltre messa in onda da A&E Network una miniserie televisiva omonima con protagonisti Lauren Ambrose e Steven Pasquale.

## Edizioni in  italiano
- Robin Cook, Coma: romanzo, traduzione di Massimo Gasperini, Milano: Sonzogno, 1978
- Coma, Robin Cook, Milano: Bompiani, 1988
- Coma, Robin Cook, Milano: Fabbri, 1992